# Ringfort Loughbown 1

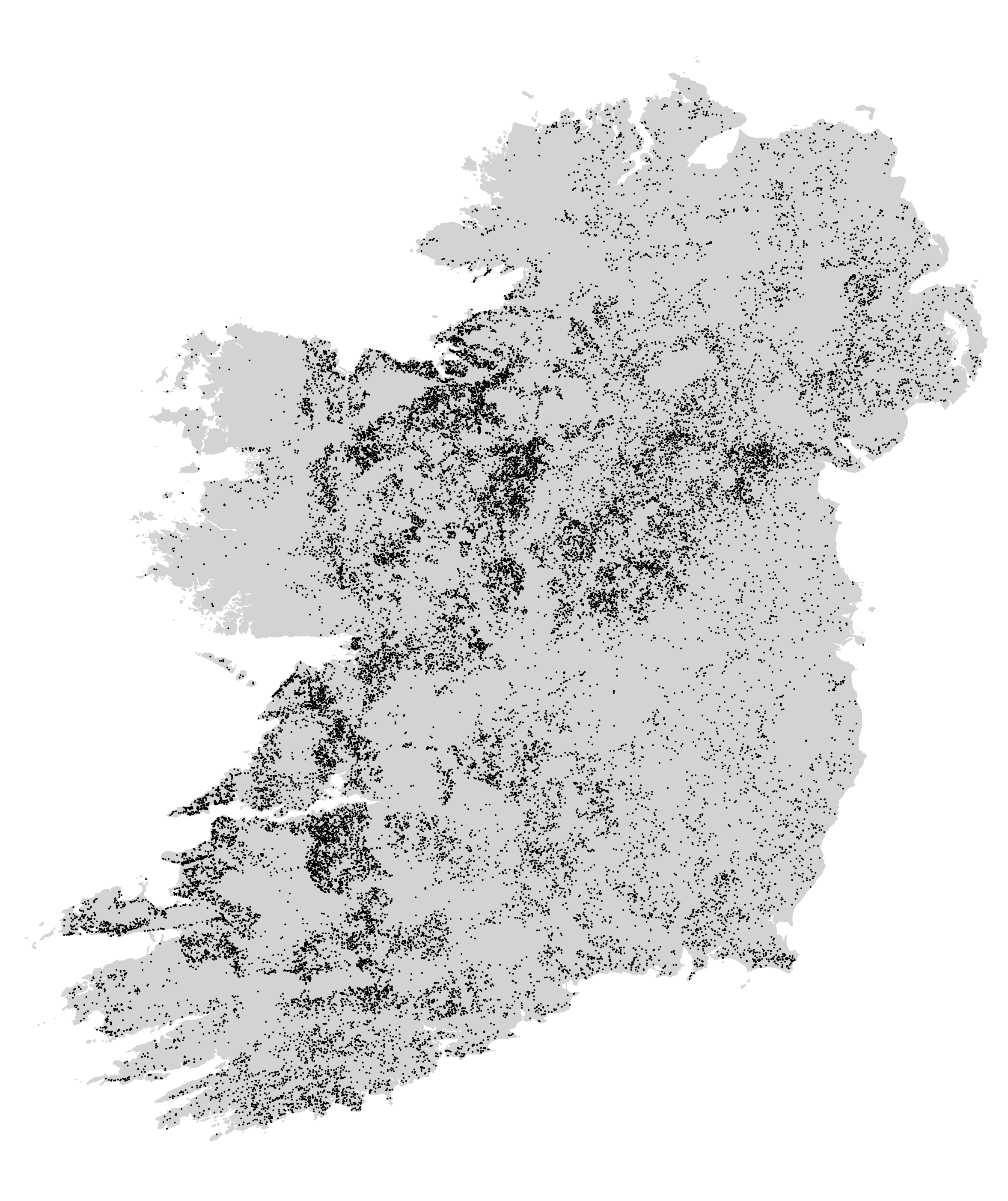
Ringfortverbreitung

Das leicht ovale Ringfort Loughbown 1 ist ein Rath mit einem  Souterrain. Er liegt bei Liscapple, südwestlich von Ballinasloe im County Galway in Irland und wurde im Zuge der Untersuchung der Autobahntrasse der M6 im Jahre 2009 teilausgegraben.

## Beschreibung
Bei der Ausgrabung durch Nicholas Bower wurden am Hang eines Hügels die Reste eines bivallaten (doppelt umwallten) Ringforts freigelegt. Der Rath wurde einst von einem 1,5 m breiten, etwa 0,8 m tiefen äußeren Graben von etwa 63 m Durchmesser und einem etwa drei Meter breiten und 1,1 m tiefen inneren Graben, von etwa 42 m Durchmesser umgeben. Der Grabenaushub wurde zu einem Wall aufgeschüttet, dessen Reste sich zwischen den Gräben fanden. Eine Körperbestattung wurde in einem Abschluss des inneren Grabens beim Zugang im Südosten gefunden. Reste eines modernen Gebäudes am westlichen Ende des Geländes überlagerten den äußeren Graben. 

## Souterrain
Bei Souterrains wird zwischen „earth-cut“, „rock-cut“, „mixed“, „stone built“ und „wooden“ (z. B. Coolcran, County Fermanagh) Souterrains unterschieden. Ein etwa gerades Souterrain mit Wänden aus Trockenmauerwerk (stone built) aus Kalksteinwänden lag etwa zentral innerhalb des Ringforts. Es war mit großen Kalksteinplatten gedeckt. Der ausgegrabene Bereich ist 7,16 m lang, 1,56 m breit und 1,25 m tief, mit einer Lüftung an der Ostseite. Die geophysikalische Untersuchung ergab, dass es sich im Norden noch zwei Meter außerhalb des Grabungsbereichs fortgesetzt hat. Etwa 40 % des Ringforts liegen außerhalb des Grabungskorridors.

## Nutzung
Andere feste Einbauten waren drei vermutliche Darren, wo große Mengen an Körnern verschiedener Getreidesorten gefunden wurden. Die Eisenverarbeitung fand östlich zwischen den Gräben statt, wobei Eiche als wichtigster Brennstoff identifiziert wurde. Drei kleine Schmiedefeuer wurden gefunden und ein 14C-Datum ergab den Bereich von 1047 bis 1257 n. Chr. 

## Funde
Die Funde von Loughbown 1 enthalten Holz- und Knochenkämme, einen Mahlstein, eine Steinschüssel, Eisenwerkzeuge und andere Gegenstände aus Kupferlegierungen, einschließlich eines Stifts, einer Silbermünze, eines Messers und einer Schnalle. Der postmittelalterliche Kontext enthielt große Mengen Keramik aus dem 18. bis 20. Jahrhundert. 

## Loughbown 2
Die als Recorded Monument unter dem National Monument (Amendment) Act, 1994 geschützte Anlage ist ein stärker gestörtes Ringfort, von dem nur ein Wall- und Grabenring nachzuweisen waren.